# Vasilij Vasiljevič Kuzněcov
Vasilij Vasiljevič Kuzněcov (rusky Василий Васильевич Кузнецов; 31. lednajul. / 13. únoragreg. 1901 Sofilovka, Kostromská gubernie – 5. června 1990 Moskva) byl sovětský stranický a státní činitel, diplomat.